# Slag bij Arcadiopolis (970)

De Slag bij Arcadiopolis vond plaats in maart 970 ter hoogte van Arcadiopolis in Anatolië. Het Byzantijnse leger stond tegenover een alliantie van Russen, Petsjenegen, Bulgaren en Magyaren.

## Achtergrond
Tijdens het jaar 969 werden de geopolitieke kaarten door elkaar geschud. Na het Beleg van Kiev (968) werden de Russen en de Petsjenegen bondgenoten en vochten ze samen tegen de Chazaren. Hun hoofdstad Atil werd in 969 door hen veroverd. In datzelfde jaar werd de Byzantijnse keizer Nikephoros II Phokas vermoord en ontstond er een troonstrijd.
De Russische leider Svjatoslav I voelde zich niet meer gebonden en behield zijn Bulgaarse veroveringen voor zich, meer nog, hij voelde zich sterk genoeg en het moment rijp om het Byzantijnse Rijk aan te vallen. Een deel van de Bulgaarse adel vervoegde hen en ze kregen steun van de Magyaren.
Een troepenmacht van naar schatting dertigduizend man vertrok richting Constantinopel. Ze veroverden Philippopolis in Thracië, ze lieten de strategische stad Adrianopel links liggen en werden door het Byzantijnse leger opgewacht ter hoogte van Arcadiopolis. Intussen zat de nieuwe keizer Johannes I Tzimiskes al wat steviger in het zadel.

## Slag
De Byzantijnen stonden onder de leiding van de bekwame generaal Bardas Skleros, met goede terreinkennis tegenover een leger van weinig gecoördineerde en overmoedige krijgers. Bardas Skleros verdeelde zijn troepen in drie groepen: twee divisies werden in een hinderlaag geplaatst aan de beboste kanten van de weg die naar het Russische kamp leidde, terwijl ongeveer 2000 à 3000 man, onder hem het kamp aanvielen. De Petsjenegen sloegen terug en de Byzantijnen voerden een geleidelijke, ordelijke terugtocht uit en keerden zich met tussenpozen om om terug te vallen op de achtervolgende Petsjenegen. De Petsjenegen geraakten afgescheiden van het grootste deel van het Russische leger. Het conflict was hevig en bloedig en stelde de discipline en het uithoudingsvermogen van de kleine Byzantijnse strijdmacht op de proef.
Toen de strijdende krachten de plaats van de hinderlaag bereikten, luidde er trompetgeschal en vielen de twee verborgen Byzantijnse divisies de Petsjenegen aan vanaf de flanken en de achterkant. De Petsjenegen zaten in de val en toen hun commandant sneuvelde veranderde het strijdtoneel in ware chaos. De Bulgaren, die ter hulp kwamen, werden overrompeld door de vluchtende Petsjenegen. De verliezen aan Byzantijnse kant was beperkt, een vijftigtal, aan de andere kant spreekt men van meer dan duizend slachtoffers.

## Vervolg
De Byzantijnen konden hun overwinning niet opvolgen omdat een neef van de vorige keizer, Bardas Phokas de Jongere, in opstand was gekomen en generaal Bardas Skleros teruggeroepen werd van het front. Na het neerslaan van de opstand keerde het Byzantijnse leger in de lente van het volgende jaar terug naar Bulgarije onder de leiding van Johannes II zelf. Intussen hadden de Petsjenegen hun bondgenootschap met de Russen opgezegd. De slag betekende ook het einde van de Invasies in Europa van de Magyaren.
De Byzantijnen veroverden de Bulgaarse hoofdstad Preslav en namen tsaar Boris II van Bulgarije gevangen. De Russen hadden zich verscholen in het fort van Dorostolon. Na een belegering van drie maanden en een reeks veldslagen voor de stadsmuren, gaf Sviatoslav de nederlaag toe en verliet Bulgarije. 